# Gustav Adolf Gebauer
Gustav Adolf Gebauer (* 3. Oktober 1830 in Groitzsch; † 18. März 1890 in Zwickau) war ein deutscher Pädagoge.

## Leben
Gebauer lernte an der Thomasschule zu Leipzig. Er studierte an der Universität Leipzig und wurde zum Dr. phil. promoviert. Danach wurde er Professor und Konrektor am Gymnasium in Zwickau. Er war Ritter des Albrechts-Ordens I. Klasse.

## Werke
- Librum priorem partemque posterioris continens. (1860)
- De poetarum graecorum bucolicorum imprimus Theocriti carminibus in eclogis a Vergilio expressis libri duo. (1861)
- Quatonus Vergilius in epithetis imitatus sit Theocritum. (1863)
- Joannis Vollandi ... Carmen graecum et latinum anno 1582 ad senatum scholamque Zwiccaviensem missum. (1869) [mit Hugo Ilberg]
- De Praeteritionis Formis Apud Oratores Atticos. (1874)